# Falcó dels Taita
El falcó dels Taita (Falco fasciinucha) és una espècie d'ocell rapinyaire de la família dels falcònids (Falconidae) que habita sabanes i zones obertes a diferents zones d'Àfrica oriental i Meridional, des del sud del Sudan i d'Etiòpia, cap al sud, fins Zimbàbue, oest de Moçambic i Sud-àfrica. El seu estat de conservació es considera vulnerable a l'extinció.